# Urlaubsservice
Als Urlaubsservice werden verschiedene Dienstleistungen bezeichnet, die den Kunden eine Urlaubsreise erleichtern sollen. Dabei gibt es sehr unterschiedliche Dienstleistungsbereiche, die sich selbst als Urlaubsservice bezeichnen, darunter:
- Zeitungs- und Zeitschriftenabonnements: Hier bieten Verlage und Auslieferer in Urlaubszeiten eine Nachlieferung an den Urlaubsort oder eine temporäre Einstellung der Zulieferung an.
- Urlaubsplanung und -vorbereitung: Verschiedene Dienstleister bieten die Planung und Vorbereitung von Urlaubsreisen für Menschen an, die sich mit diesen nicht befassen möchten oder aus Zeitgründen nicht können.
- Hausmeisterservice (auch House Sitting): Verschiedene Dienstleistungen während der Abwesenheit wie etwa die Briefkasten-Leerung, Pflanzen-Pflege, Kontrollbesuche, Haustierfütterung.
- Haustierservice: Vor allem Tierheime, aber auch Privatanbieter bieten die zeitweise Unterbringung und Pflege von Haustieren als Urlaubsservice an.